# Joseph Hèvre
Joseph Hèvre (* 6. April 1827 in Méru, Oise; † 30. Juli 1907 in Mantes-sur-Seine) war ein französischer Politiker.
Hèvre promovierte zum Doktor der Rechtswissenschaften und war dann als Rechtsanwalt tätig. Er war zunächst Stadtrat in Mantes-sur-Seine. Im Juli 1871 wurde er als Vertreter von Seine-et-Oise in die Nationalversammlung gewählt. Von 1877 bis 1892 war er Bürgermeister von Mantes.

## Quelle
- Joseph Hèvre, In: Adolphe Robert, Gaston Cougny: Dictionnaire des parlementaires français, Edgar Bourloton, 1889–1891